# Kunstfakultät Kaunas der Kunstakademie Vilnius
Die Kunstfakultät Kaunas der Kunstakademie Vilnius (Lit.: Vilniaus dailės akademijos Kauno dailės fakultetas) mit Sitz in Kaunas ist eine Dependance der Kunstakademie Vilnius, eine Fakultät der Hochschule. Als universitäre Ausbildungseinrichtung bietet es akademische Studiengänge mit den Studienabschlüssen Bachelor und Master an.

## Geschichte
Die Kunstfakultät Kaunas sieht sich in der Tradition der 1922 eröffneten Kunstschule Kaunas.
1939 bekam Kauno meno mokykla den Status einer Kunsthochschule (engl. Kaunas High School of Fine Arts). Aufgrund des litauischen Gesetzes über die Kunstschulen (vom 15. Mai 1940) wurde die Kunstschule Kaunas in zwei eigenständige Kunstschulen in Kaunas und Vilnius geteilt.  1951 wurden die Kunstinstitute Kaunas und Vilnius zu einem Staatlichen Kunstinstitut der Litauischen SSR (lit. LTSR valstybinis dailės institutas) vereinigt. 1959 wurde die Abteilung für angewandte Kunst Kaunas gegründet. 1983 wurde sie zur Industriekunstfakultät und 1991 zu einer Abteilung der Kunstakademie Vilnius, seit 1992 ist sie eine juristisch selbständige Fakultät (eine juristische Person).

## Struktur
Die Kunstfakultät Kaunas der Akademie unterteilt sich in:
- Lehrstuhl für Architektur
- Lehrstuhl für Visuelle Kunst
- Studie für Skulptur
- Studie für Zeichnung
- Studie für Malerei
- Studie für interdisziplinäre Künste
- Lehrstuhl für Design
- Lehrstuhl für Graphik
- Lehrstuhl für  Textil
- Lehrstuhl für  Keramik
- Lehrstuhl für  Glas
- Lehrstuhl für  Geisteswissenschaften[4]